# Likviditetstagare
Likviditetstagare är en aktör på en finansiell marknad som drar nytta av den likviditet som finns genom att anta ett av de existerande anbuden. På en aktiebörs är alltså liqudity takern den som köper till marknadspris och därmed antar det bästa budet som ligger i orderboken. Det köpslutet gör att den tillgängliga volymen aktier minskar, och att likviditeten därför också försämras. Ofta får en likviditetstagare därför betala en inträdesavgift för att få handla på det viset.